# يوم غراوندهوغ (فلم)
يوم فأر الأرض (بالإنجليزية: Groundhog Day) هو فيلم أمريكي كوميدي إنتاج سنة 1993 بطولة بيل موراي وآندي ماكدويل، يدور الفيلم حول فيل كونورس الذي يعمل مذيع تليفزيوني للنشرة الجوية، أثناء تغطيته ليوم غراوندهوغ يجد نفسه يعيد نفس اليوم كل يوم
في عام 2006 أضيف هذا الفيلم إلى السجل القومي للأفلام الأمريكية على اعتبار أنه من الأفلام التي لها تأثير "حضاري وثقافي أو جمالي كبير"، وأدرج الفيلم كرقم 174 من الأفلام الأكثر شعبية في قاعدة بيانات الأفلام على الإنترنت

## وصلات خارجية
- يوم غراوندهوغ على موقع IMDb (الإنجليزية)
- يوم غراوندهوغ على موقع ميتاكريتيك (الإنجليزية)
- يوم غراوندهوغ على موقع روتن توميتوز (الإنجليزية)
- يوم غراوندهوغ على موقع نتفليكس (الإنجليزية)
- يوم غراوندهوغ على موقع قاعدة بيانات الأفلام العربية
- يوم غراوندهوغ على موقع ألو سيني (الفرنسية)
- يوم غراوندهوغ على موقع Turner Classic Movies (الإنجليزية)
- يوم غراوندهوغ على موقع أول موفي (الإنجليزية)
- يوم غراوندهوغ على موقع بوكس أوفيس موجو (الإنجليزية)
- يوم غراوندهوغ على موقع فيلمافينيتي (الإسبانية)